# Uncle Tupelo
Uncle Tupelo fue una banda de rock alternativo proveniente de Belleville, Illinois, activa desde 1987 a 1994. Jay Farrar, Jeff Tweedy y Mike Heidorn formaron el grupo después de que el cantante de su agrupación previa, The Primitives, abandonase para comenzar sus estudios universitarios. El trío grabó tres álbumes con Rockville Records antes de firmar un contrato con Sire Records y convertirse en un quinteto. Poco tiempo después del lanzamiento de su cuarto álbum de estudio Anodyne, Farrar anunció su decisión de abandonar la banda debido a las agrias relaciones que mantenía con quien componía las canciones conjuntamente, Tweedy. Uncle Tupelo se disolvió el 1 de mayo de 1994, tras una gira de despedida. Tras esto, Farrar formó Son Volt junto a Heidorn, mientras que los miembros restantes continuaron juntos, renombrándose Wilco.
A pesar de que Uncle Tupelo se disolvió antes de lograr éxito comercial, la banda es reconocida por su impacto en la música country alternativa. El primer álbum del grupo, No Depression, se convirtió en un prototipo del género y fue ampliamente influyente. El sonido de Uncle Tupelo se diferencia de la música country de la época, debido a que estaba influida por estilos tan diversos como el hardcore punk de Minutemen y el tipo de instrumentación y armonías country de The Carter Family y Hank Williams. Las letras de Farrar y Tweedy se refieren frecuentemente a la clase media y la clase obrera de Belleville.

## Historia

### The Plebes y The Primitives

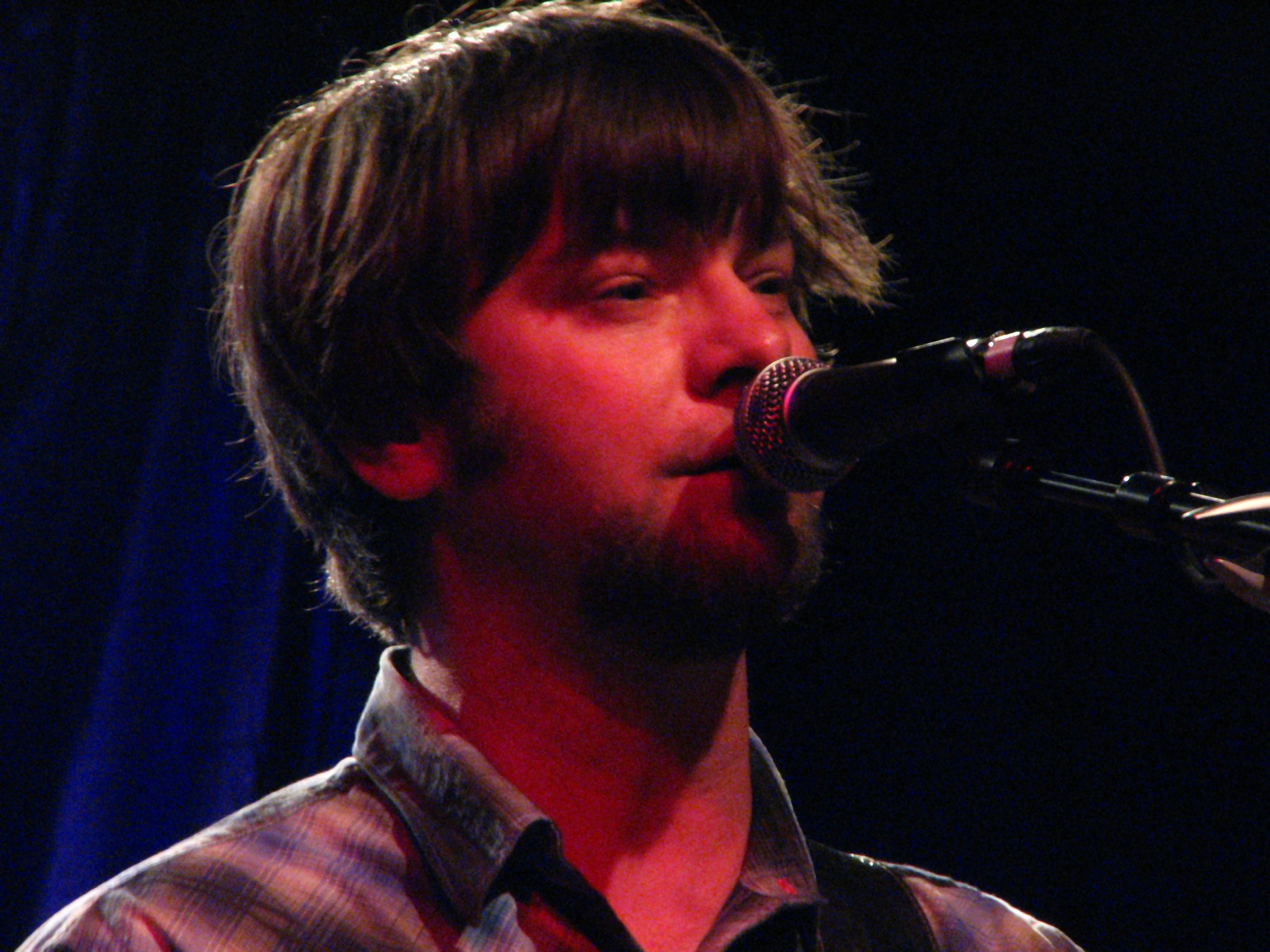
Jay Farrar, cantante y guitarrista de Uncle Tupelo.

Jay Farrar, junto a sus hermanos Wade y Dade, tocaba en una banda de garage de la década de 1980 llamada The Plebes. Procedentes de Belleville, Illinois, The Plebes buscaron ingresar en un concurso del tipo battle of bands (lucha de bandas para determinar la mejor a través de un jurado y el público), pero necesitaban otro alumno de escuela secundaria para que tocara con ellos. Invitaron a Jeff Tweedy, un amigo del colegio al que asistía Farrar, para que se uniera a la banda y tocara en el espectáculo. Pese a su falta de habilidad para tocar su instrumento, Tweedy tuvo un importante papel en el grupo por programar sus primeras actuaciones. Aunque The Plebes tenían un estilo rockabilly, Tweedy quería tocar punk, la música que escuchó tocar al grupo originalmente. Esto representó una fuente de tensiones entre Tweedy y Dade Farrar, quien dejó el grupo dos meses después de que ingresara el primero.
Antes de dejar la banda en 1984, Dade Farrar presentó a sus miembros a Mike Heidorn, el hermano menor de su novia; poco después Heidorn ingresó en la banda como baterista. The Plebes decidieron cambiar su nombre a The Primitives en referencia a una canción de 1965 de la banda de rock psicodélico The Groupies. Debido a la poca popularidad del punk en el área de San Luis, The Primitives comenzaron a tocar un garage rock más rápido con influencias de blues en una sala de conciertos de Millstadt, Illinois, donde la madre de eedy, Jo Ann recogía el pago de los clientes para ver la presentación. Además, tocaban regularmente en el salón de bodas B St. Bar en Belleville junto a otras bandas como The Newsboys (más adelante, Sammy and the Snowmonkeys), Charlie Langrehr y The Syptoms. Wade Farrar era el cantante principal de la banda, pero sus obligaciones en la Southern Illinois University y su solicitud de ingreso al Ejército de los Estados Unidos significaban que solo pudiera dedicar un poco de tiempo al grupo. Además, Heidorn se rompió la clavícula durante un concierto en 1986, lo que hizo que la banda hiciera un paréntesis. Jay Farrar y Tweedy continuaron componiendo canciones y comenzaron a ensayar en la casa de Heidorn cuando este se recuperó. Hacia 1987, el grupo retomó su actividad regular. Tony Mayr se unió temporalmente a The Primitives como bajista para que Tweedy pudiese tocar más la guitarra, pero un mes más tarde la banda decidió expulsarlo para seguir siendo un trío. Para evitar confusión con una exitosa banda británica también llamada The Primitives, decidieron cambiar su nombre una vez más, esta vez a Uncle Tupelo. Aunque bajo el nombre The Primitives habían hecho exclusivamente versiones de canciones de la década de 1960, el trío decidió adoptar un nuevo enfoque y comenzó a componer su propia música con su nuevo nombre.

### Carrera inicial
The Primitives cambiaron su nombre a Uncle Tupelo, combinando dos palabras al azar sacadas del diccionario e inspirándose en un personaje de una tira cómica creada por Chuck Wagner, un dibujante amigo del grupo; inspirado por el nuevo nombre Wagner creó una caricatura de un Elvis viejo y gordo. El trío grabó un demo de cuatro temas, lo que les permitió telonear a artistas como Johnny Thunders y Warren Zevon. Tweedy conoció a Tony Margherita trabajando como dependiente a tiempo parcial en una tienda de discos en San Luis. Tras asistir a una serie de presentaciones de la banda, este se ofreció a ser su mánager. Uncle Tupelo comenzó a efectuar conciertos regularmente en Cicero's Basement, un bar cercano al campus de la Universidad de Washington. Bandas de estilo similar, como Chicken Truck de Brian Henneman, también solían tocar en el bar, que hacia fines de 1988 se consideraba el lugar donde se originó un nuevo estilo musical. Temporalmente se expandieron a un cuarteto cuando se sumó el guitarrista Alex Mutrux, aunque después volvieron a su formación original.
Uncle Tupelo grabó sus primeras canciones en el estudio del cantante de pop rock Adam Schmitt en Champaign, Illinois. El demo Not Forever, Just for Now incluye los temas «I Got Drunk» y «Screen Door», así como versiones primarias de canciones que aparecerían en su álbum debut. El College Music Journal publicó una reseña entusiasta del trabajo y comentó que Uncle Tupelo era la mejor banda del año entre las que aún no habían firmado un contrato discográfico. Este reconocimiento llamó la atención de sellos independientes y la banda decidió firmar un contrato con Jay Fialkov y Debbie Southwood-Smith de Giant Records (que les ofreció tocar en la sala CBGB de la ciudad de Nueva York). Para explicar esta decisión, la banda comentó que sus «metas originales no se distorsionarían con un sello independiente».

### Proyectos con Rockville Records

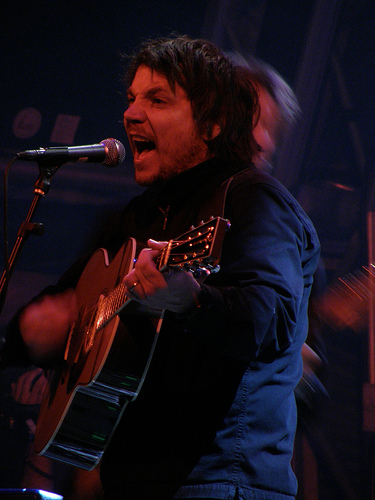
Jeff Tweedy tocando con Wilco en 2007.

Poco tiempo después de que Uncle Tupelo firmara el contrato, Giant Records cambió su nombre a Rockville Records. El primer álbum de estudio del grupo con este sello fue No Depression y se grabó en aproximadamente diez días en enero de 1990, en el estudio Fort Apache South de Boston, Massachusetts. La temática del álbum consiste en un relato de la vida de los integrantes del grupo en Belleville; ejemplos de esto incluyen canciones sobre el deseo de evadir el trabajo en las fábricas y el miedo a cumplir el servicio militar en la Guerra del Golfo. Impresionados por su trabajo en el álbum de Dinosaur Jr. Bug, la banda quiso que Paul Kolderie y Sean Slade produjeran el disco. Slade dejó que Farrar tocara la misma Gibson Les Paul SG Junior de 1961 que J. Mascis había utilizado en las grabaciones de Bug. El álbum se lanzó el 21 de junio de 1990 y el grupo lo celebró tocando en Cicero dos noches.
Entre las giras, Farrar, Tweedy y Heidorn formaron una banda dedicada a hacer versiones llamada Coffee Creek, junto a Brian Henneman (que luego sería miembro de The Bottle Rockets). Henneman impresionó a Uncle Tupelo y se le invitó a que fuera técnico de guitarra y ocasional multiinstrumentista de la banda. Mientras que Farrar y Heidorn evitaban beber mucho tras los espectáculos, Tweedy lo hacía toda la noche. A pesar de dejarlo cuando comenzó a salir con Sue Miller en 1991, se había extendido una amplia brecha comunicativa entre Farrar y él.
Hacia marzo de 1991, No Depression había vendido aproximadamente quince mil copias y figuró en un artículo de la revista Rolling Stone sobre nuevas estrellas. Sin embargo, Rockville Records se negó a pagar a los integrantes del grupo derechos de autor por el álbum, una cuestión que continuaría a lo largo de todo el contrato de la banda con la discográfica. La banda grabó un segundo álbum en Long View Farm en North Brookfield, Massachusetts, que les llevó unos diecisiete días. Still Feel Gone, con un sonido más basado en capas, también fue producido por Kolderie y Slade, con contribuciones de Henneman, Rich Gilbert, Chris Bess de Enormous Richard y Gary Louris de The Jayhawks. La banda no quedó satisfecha con la producción y decidió no trabajar más con Kolderie y Slade. Poco tiempo después, Uncle Tupelo grabó «Shaking Hands (Soldier's Joy)» para el álbum de Michelle Shocked Arkansas Traveler y se unió a ella en una gira en la que además participaron Taj Mahal y The Band. Sin embargo, solo pudieron hacerse unas pocas presentaciones debido a problemas de administración entre Shocked y The Band.
El rock alternativo comenzó a ser parte del mainstream hacia 1992 y el hecho de lanzar un nuevo álbum dentro del género podría hacer que el grupo firmara con una discográfica de mayor prestigio. Sin embargo, Uncle Tupelo no quería seguir los pasos de grupos como Nirvana y decidieron componer canciones folclóricas y de música country para «decir "vete a la mierda" a la industria del rock». Peter Buck, guitarrista de R.E.M. vio al trío tocando en el 40 Watt Club en Athens, Georgia y los buscó tras la presentación. Buck estaba impresionado por la versión de «Atomic Power» que habían interpretado y les ofreció sus servicios para el próximo álbum. En cinco días, Buck produjo el siguiente álbum de la banda: March 16-20, 1992. Buck les permitió estar en su casa durante las sesiones y no cobró por su trabajo. La participación de Henneman se incrementó en este proyecto y aprendió a tocar la mandolina y el buzuki. Pese a su alejamiento del rock alternativo, varias discográficas comenzaron a mostrar interés en Uncle Tupelo tras el lanzamiento del álbum. El disco tuvo mayores ventas que sus otros dos discos juntos, aunque Rockville se mostró disgustada por no estar dentro de la corriente del rock alternativo.

### Contrato con Sire Records
En 1992, Joe McEwen de Sire Records comenzó a interesarse por la banda. McEwen, que había llevado a bandas como Dinosaur Jr. y Shawn Colvin a firmar con Sire, se había interesado en ellos desde que escuchó el demo Not Forever, Just for Now. Debido a la presión de Gary Louris, McEwen les ofreció un contrato. El mánager, Tony Margherita, solicitó la cláusula de salvaguardia de cincuenta mil dólares que había pedido en el contrato con Rockville, liberando así al grupo para poder firmar un contrato de siete años con Sire. El contrato exigía dos álbumes de estudio y especificaba un presupuesto de ciento cincuenta mil dólares para el primero de ellos. En la época en la que grabaron March 16-20, 1992, Mike Heidorn consiguió un empleo en una compañía de diarios en Belleville y salía con una mujer que tenía dos hijos de un matrimonio previo. Uncle Tupelo tenía pensada una gira por Europa, pero Heidorn prefirió quedarse con su novia, con la que se casaría en agosto de 1992. La banda hizo audiciones para buscar reemplazo para Heidorn poco antes de la gira promocional y preseleccionó a Bill Belzer y Ken Coomer. A pesar de que Jay Farrar y Jeff Tweedy estuvieron de acuerdo en que Coomer era mejor baterista, su gran estatura y largas rastas les intimidaron. La banda eligió a Belzer, aunque solo permaneció seis meses con ellos. Tweedy explicó la partida de Belzer:

«Tuvimos a Belzer en la banda por seis meses. Quiero creer que fue puramente musical y honestamente creo que [las cosas] no estaban funcionando en cuanto a la música. Creo también que no estábamos maduros emocionalmente para ser buenos amigos de una persona gay en este momento de nuestras vidas [...] y Bill era y es una persona gay orgullosa y honrada, muy abierto en cuanto a su homosexualidad».

Tras realizar una gira por Europa como teloneros de Sugar, el grupo reemplazó a Belzer por Coomer. También probaron a nuevos miembros: John Stirratt reemplazó a Brian Henneman (quien dejó Uncle Tupelo para integrar The Bottle Rockets) y el hermano de Michelle Shocked, Max Johnston se sumó como violinista e intérprete de mandolina para los conciertos. Stirratt ocupó el lugar de bajista, lo que permitió a Tweedy tocar más la guitarra. Como quinteto, Uncle Tupelo grabó su álbum debut con Sire en el estudio Cedar Creek en Austin, Texas a principios de 1993. Anodyne consistió en grabaciones en directo en el estudio e incluye un dúo entre Farrar y Doug Sahm de Sir Douglas Quintet. El álbum vendió ciento cincuenta mil copias y fue la única vez que ingresaron en la lista Top Heatseekers de la revista Billboard. El grupo salió de gira hasta el fin de aquel año y terminaron dicho ciclo con un concierto en el que se agotaron las entradas en Tramps en Nueva York. Debido a esto, altos ejecutivos de Sire comenzaron a ver al grupo como un éxito potencial.

### Separación
Al sumarse a la formación Stirratt, Coomer y Johnston, poco antes de la grabación de Anodyne, la relación entre Farrar y Tweedy comenzó a empeorar y muchas veces acababan discutiendo después de los conciertos.
Tweedy sentía que los nuevos miembros de la banda le brindaban la oportunidad de contribuir una vez más a la banda, aunque Farrar sentía desdén por la reciente actitud despreocupada de Tweedy. Años después, Farrar dijo que estuvo a punto de abandonar el grupo después de ver a Tweedy acariciando el pelo de su novia, acto que interpretó como una proposición. En enero de 1994, Farrar llamó al mánager Tony Margherita para informarle de su decisión de abandonar. Farrar le comentó a Margherita que ya no se divertía y que no quería trabar más con Tweedy. Poco después de la ruptura, Farrar explicó su partida: «Simplemente parecía que había llegado el punto en que Jeff y yo no éramos compatibles. Había dejado de ser una relación de compositores simbiótica, probablemente desde después del primer disco».
Tweedy se enfadó al oír la noticia a través de Margherita, debido a que Farrar decidió no decírselo en persona. Al día siguiente, ambos cantantes tuvieron una gran discusión. Como favor a Margherita, quien había gastado una gran cantidad de dinero en mantener la banda unida, Farrar aceptó hacer una última gira por Estados Unidos con Uncle Tupelo. Tweedy y Farrar volvieron a discutir frecuentemente durante las dos semanas que duró la gira, debido a que Farrar se negó a cantar armonías en las canciones de Tweedy. La banda hizo su primera aparición televisiva durante la gira apareciendo en el programa Late Night with Conan O'Brien. Farrar se irritó debido a que se decidió que tocase «The Long Cut» en el programa, canción compuesta e interpretada por Tweedy. El último concierto de Uncle Tupelo fue el 1 de mayo de 1994 en la sala de conciertos Mississippi Nights, de San Luis, Misuri. Tweedy y Farrar cantaron nueve canciones cada uno, mientras que Mike Heidorn tocó batería en los bises del concierto.

### Proyectos posteriores

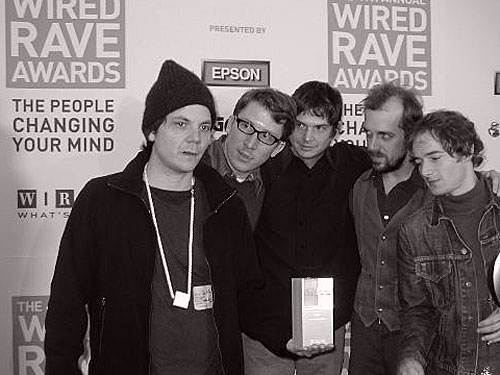
Tras la marcha de Farrar, Tweedy formó Wilco junto al resto de los componentes de la banda.

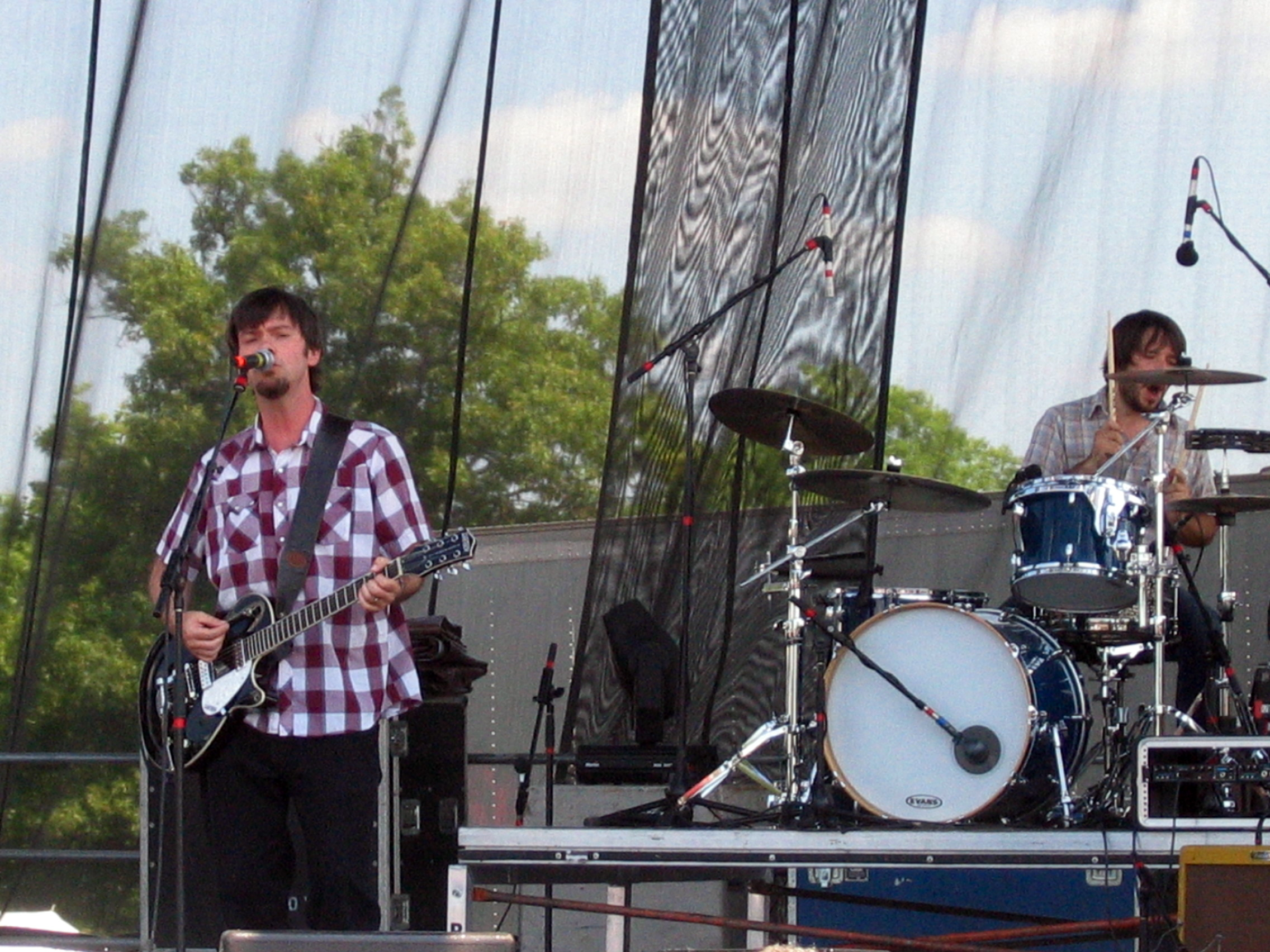
Farrar formó la banda Son Volt junto a Jim Boquist, su hermano Dave y Mike Heidorn.

Después de la gira de Uncle Tupelo, Tweedy animó a los integrantes de la banda a formar una nueva agrupación, mientras que Farrar comenzó a buscar músicos para su propio proyecto. Tweedy consiguió mantener a todos los miembros de Uncle Tupelo, junto a los que formó Wilco. Comenzaron a ensayar unos días después del último concierto de Uncle Tupelo y para agosto de 1994 entraron en el estudio de grabación para grabar su álbum debut A.M.. Farrar pidió a Jim Boquist unirse a su nueva banda, Son Volt; Boquist es un multiinstrumentista que había tocado previamente con Joe Henry, cuando este teloneó a Uncle Tupelo en su última gira. Boquist también reclutó a su hermano Dave, mientras que Farrar convenció a Mike Heidorn para abandonar Belleville y unirse también. La nueva banda de Farrar comenzó a grabar su álbum debut, Trace, en noviembre de 1994.
Wilco firmó contrato discográfico con Reprise Records, mientras que Son Volt firmó con Warner Bros. Records. Son Volt obtuvo cierto éxito con el sencillo de college rock «Drown», extraído del disco Trace, pero Wilco mantuvo una carrera más exitosa en los años venideros. Respecto a una posible reunión, Mike Heidorn dijo en una entrevista a PopMatters que «nunca nada es seguro, pero tengo que decir que no va a ocurrir». Farrar dijo que no quiere que la banda se reúna, mientras que Tweedy ha dicho que cree que una reunión no sería musicalmente productiva.
En 2000 Farrar y Tweedy demandaron a Rockville Records y al directivo de Dutch East India Trading, Barry Tenenbaum, debido a las regalías que supuestamente les debían, por lo que recibieron una indemnización de Tenenbaum, recibiendo derechos compartidos de los tres primeros discos de Uncle Tupelo. Después de asegurarse estos derechos, lanzaron un disco recopilatorio titulado 89/93: An Anthology. En 2003, Uncle Tupelo reeditó sus tres primeros discos, de los que, antes del pleito, ya habían vendido más de doscientas mil copias.

## Influencias
Bajo el nombre de The Primitives, Tweedy y Farrar estaban influenciados por bandas de punk como Ramones y Sex Pistols. Sin embargo, debido a la poca acogida del punk en la escena musical de Belleville y San Luis, comenzaron a escuchar música country. En un principio fueron sus padres los que les introdujeron en la música country, aunque no fue hasta este momento que comenzaron a escucharlo por placer. Farrar normalmente componía canciones sobre la clase media estadounidense, mientras que Tweedy componía sobre tópicos como las relaciones sentimentales. Farrar estuvo influenciado por autores como Kurt Vonnegut y Jack Kerouac, cuyos libros leía cuando trabajaba en la librería propiedad de su madre. Como vocalista principal de Uncle Tupelo, las letras de Farrar serían el centro de las actuaciones de la banda, mientras que el estilo musical era liderado, en general, por Tweedy y Heidorn.
Tweedy estaba especialmente influido por Minutemen, por lo que compuso una canción para «D. Boon», después de su fallecimiento debido a un accidente automovilístico. La banda ha hecho versiones de canciones de Creedence Clearwater Revival, The Carter Family, Leadbelly, Gram Parsons, The Soft Boys, The Louvin Brothers, Texas Tornados y The Stooges. Lanzaron March 16-20, 1992 justo en el momento en que la música alternativa estaba en auge, debido en parte a la decisión de Neil Young de lanzar los álbumes On the Beach y Tonight's the Night poco después de su exitoso Harvest. El crítico musical Michael Corcoran comparó el estilo musical de la agrupación con «Bob Mould encabezando Soul Asylum en una versión acelearda de una canción de Gram Parsons».

## Legado
Uncle Tupelo es reconocido como uno de los grupos precursores del género country alternativo, mezcla de rock alternativo y música country tradicional. A pesar de que el género habitualmente se asocia con artistas en solitario como Gram Parsons y Lyle Lovett, Uncle Tupelo es considerado como la primera banda de country alternativo. Algunos medios de comunicación, como la cadena BBC han sugerido que son los únicos creadores del género. Sin embargo, Tweedy y Heidorn se disputan el crédito, mientras que Farrar alega que no hay ninguna diferencia entre country alternativo y otros géneros como el roots rock. Heidorn comentó en una entrevista a Country Standard Time:

Me resulta raro que menciones a Uncle Tupelo, ya que lo que hacemos está dentro de la larga línea de la historia musical. La gente se equivoca diciendo que nosotros comenzamos algo, ya que solo estábamos recogiendo la pelota, comenzando con Woody Guthrie y yendo hacia principios de los años 1960 y los Flying Burrito Brothers, quienes nos influenciaron. No dimos comienzo a ningún género. Solo contribuimos a una larga línea de buena música. Así es como lo vimos en su momento, haciendo lo que era bueno para la canción.

Los tres primeros álbumes de la banda están influidos por artistas de roots rock contemporáneos como Richmond Fontaine y Whiskeytown. La utilización de guitarras distorsionadas por parte de Uncle Tupelo para tocar un estilo de música reconocible por su seriedad, se convirtió en una moda del rock moderno en los años 1990. Jason Ankeny, crítico de Allmusic, dijo:

Con el lanzamiento de su álbum debut de 1990 No Depression, el trío de Belleville, Illinois, Uncle Tupelo, lanzaron más que su propia carrera, fusionando la simpleza y honestidad de la música country con la furia del punk, además abrieron el camino de una revolución que resonó a lo largo y ancho de la escena underground estadounidense.

Su álbum No Depression de 1990 prestó su nombre a una influyente publicación sobre country alternativo. Debido a la influencia del disco y la publicación, el término «No Depression» se convirtió en un término conocido de la jerga del country alternativo, en especial para denominar bandas con influencias de punk. El movimiento del country alternativo jugó un papel importante en el éxito de futuros artistas de country tradicional como Robbie Fulks y Shelby Lynne.

## Discografía
Álbumes
- No Depression (21 de junio de 1990)
- Still Feel Gone (17 de septiembre de 1991)
- March 16-20, 1992 (3 de agosto de 1992)
- Anodyne (5 de octubre de 1993)